# Gråssjön, Jämtland
Gråssjön är en sjö i Östersunds kommun i Jämtland och ingår i Ljungans huvudavrinningsområde. Sjön har en area på 0,197 kvadratkilometer och ligger 378,6 meter över havet. Gråssjön ligger i Berge Natura 2000-område. Sjön avvattnas av vattendraget Höviksån.

## Delavrinningsområde
Gråssjön ingår i det delavrinningsområde (697862-145063) som SMHI kallar för Utloppet av Bölessjön. Medelhöjden är 393 meter över havet och ytan är 16,28 kvadratkilometer. Det finns inga avrinningsområden uppströms utan avrinningsområdet är högsta punkten. Höviksån som avvattnar avrinningsområdet har biflödesordning 3, vilket innebär att vattnet flödar genom totalt 3 vattendrag innan det når havet efter 230 kilometer. Avrinningsområdet består mestadels av skog (69 procent). Avrinningsområdet har 2,27 kvadratkilometer vattenytor vilket ger det en sjöprocent på 13,9 procent.